# Domus de janas di Bruncu Maddeus
La domus de janas di Bruncu Maddeus è situata a nord-ovest del territorio comunale di Guspini in un costone di roccia di circa 70 metri, lungo la strada Santa Maria di Neapolis.
Dall'altra parte della strada è situato in una collina, ad un'altezza di 80 m il nuraghe Bruncu e S'Orcu e un circolo littico poco più a valle.

## Descrizione
Si tratta di una domus de janas con struttura a "doppio forno" datata ad un periodo compreso tra il III e il II millennio a.C. l'ingresso della tomba è a nord-est quasi nel punto in cui il sole tramonta.
Durante il periodo della seconda guerra mondiale fu riutilizzata come riparo difensivo.
Si trova ancora in buono stato di conservazione.

## Galleria d'immagini

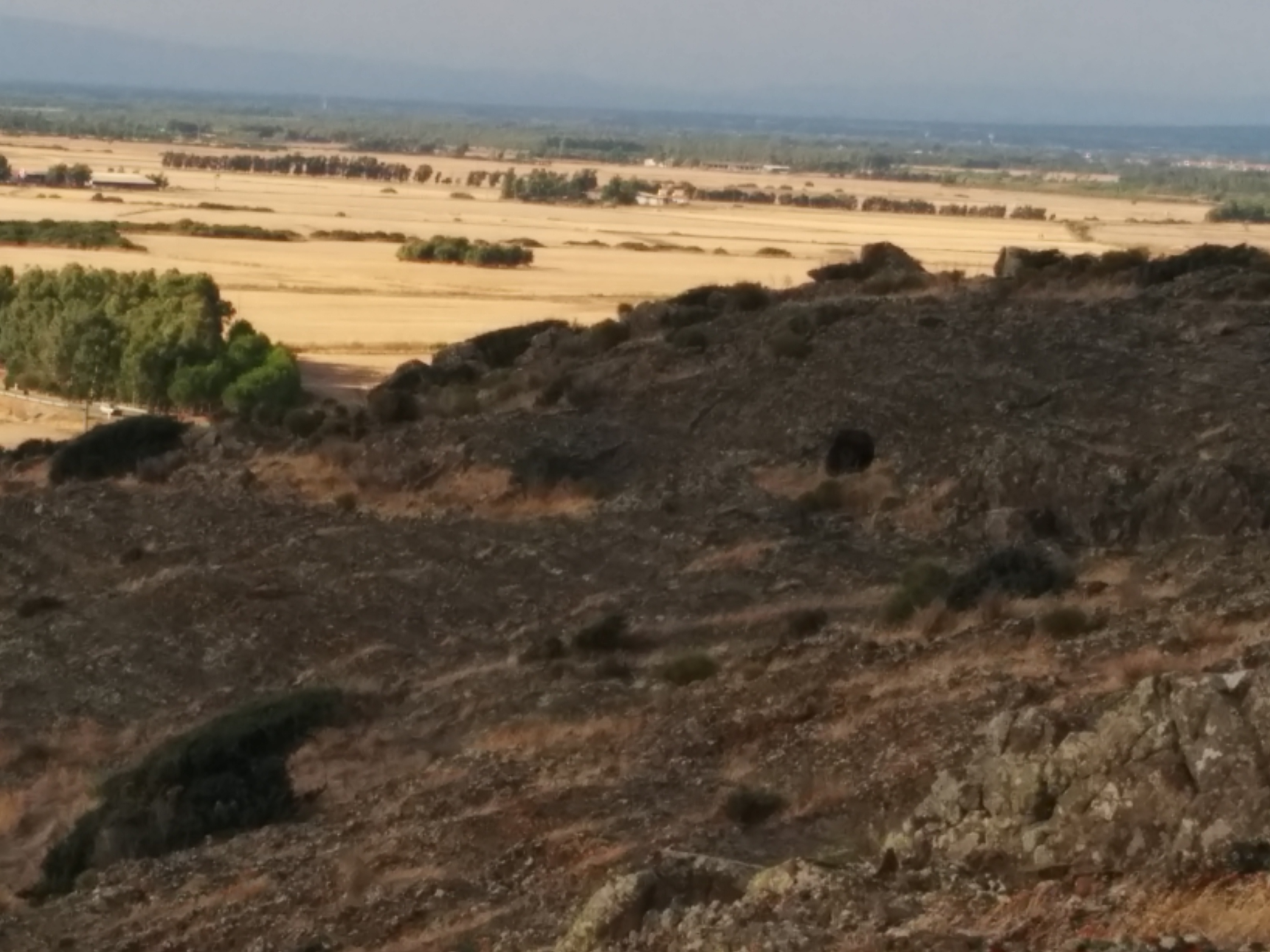
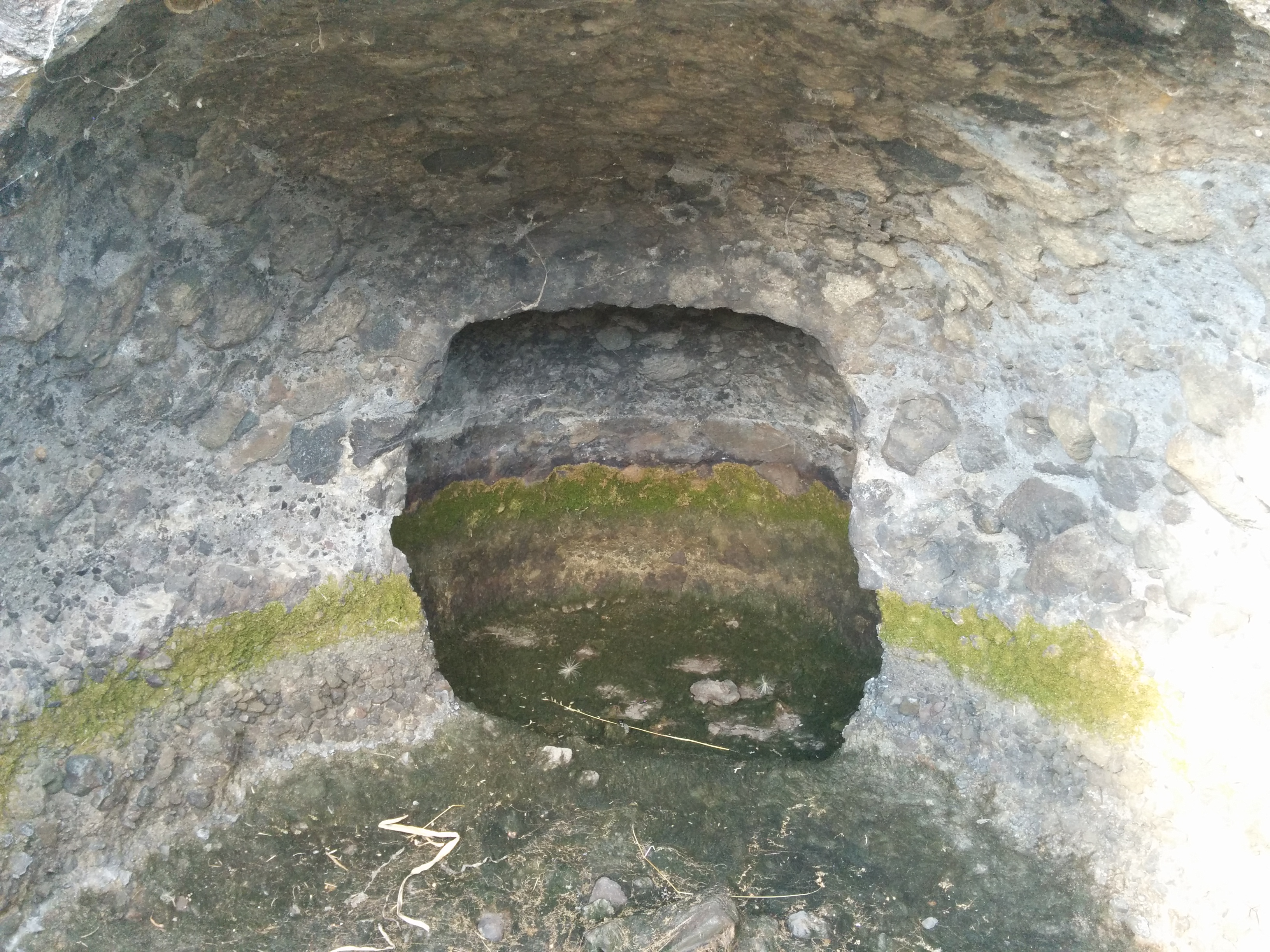
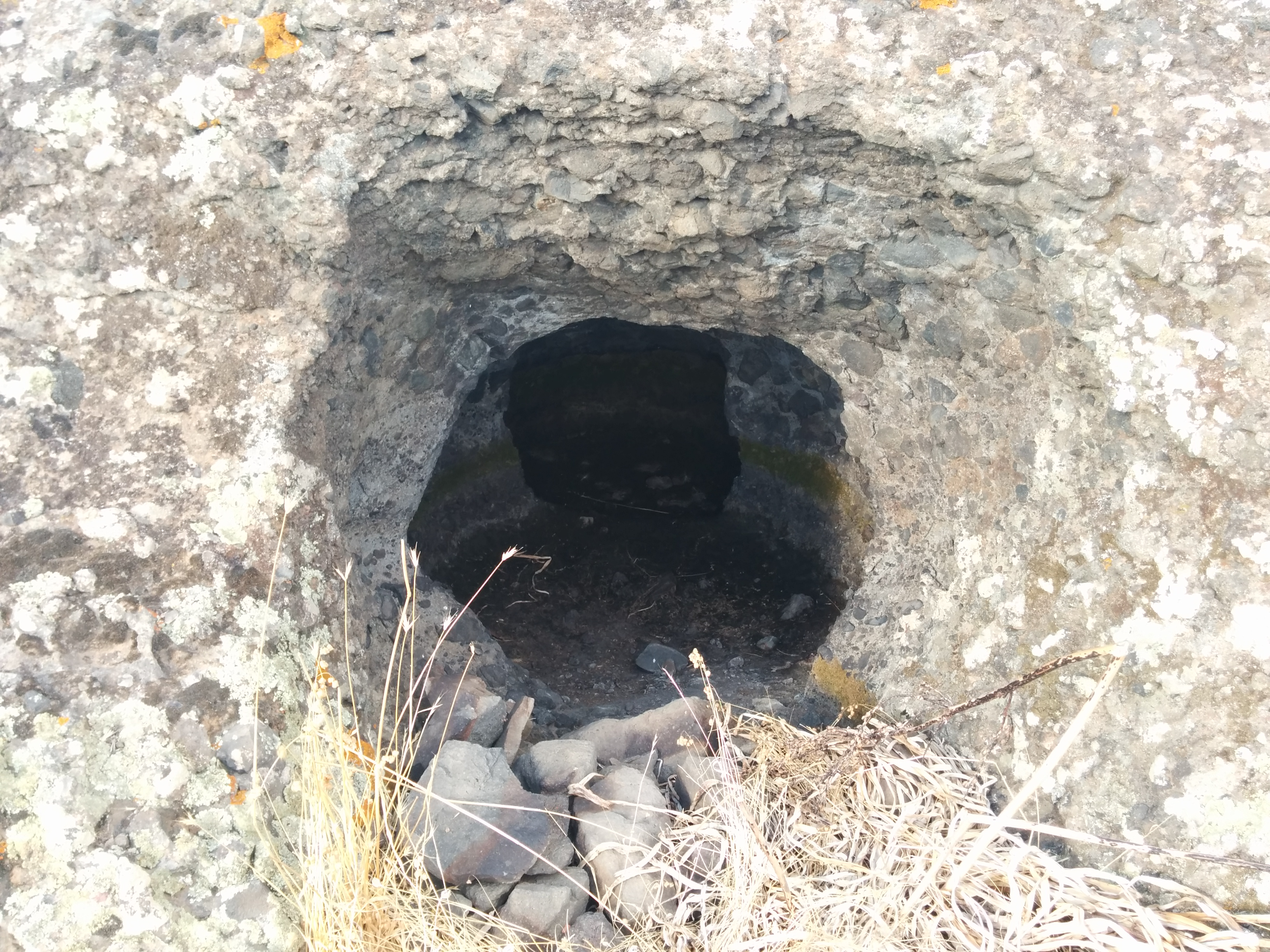